# A.J. Cook
Andrea Joy A.J Cook (Oshawa, Ontario, 22 juli 1978) is een Canadese actrice. Ze maakte in 1997 haar acteerdebuut met een naamloos rolletje in de sciencefictionfilm Laserhawk. Haar omvangrijkste rol is die als Special Agent Jennifer 'JJ' Jareau in de misdaadserie Criminal Minds.
Cook bracht het grootste deel van haar leven door in Whitby. Haar vader, Mike, is een leraar en haar moeder, Sandra, werkt bij een psychiater. Ze heeft drie broers en zussen, Nathan, Paul, en Angela. Cook is lid van De Kerk van Jezus Christus van de Heiligen der Laatste Dagen. Ze is niet langer een actief lid. Ze liet haar voormalig geloof geen invloed hebben op de rollen die ze aanvaardde. Op vierjarige leeftijd, begon Cook met jazz-, tap- en balletlessen. Ze danste een aantal jaren, alvorens te beslissen op 17-jarige leeftijd wat haar verdere plannen waren.
Cooks eerste baan was in een McDonald's in 1997. Ze studeerde af met een gastrol in de Goosebumps televisieserie en in twee televisiefilms, In His Father’s Shoes en Elvis Meets Nixon. Cook lanceerde haar filmcarrière als een van de vijf zelfmoord-zusters in 1999 in The Virgin Suicides. Ook in dat jaar, had ze een hoofdrol in de televisieserie Higher Ground, waarin Cook Shelby Merrick speelt, een rough-around-the-edges tienermeisje dat omgaat met misbruik en liefdesverdriet. Higher Ground duurde een seizoen, eindigend met een romance tussen Shelby en Hayden Christensens karakter, Scott.
Na Higher Ground, trad Cook in 2000 op in de televisiefilm The Spiral Staircase en vervulde vervolgens hoofdrollen in verschillende films, waaronder Out Cold (als Jason Londons vlam), Ripper, I’m Reed Fish en Final Destination 2.
Cook trouwde in september 2001 met Nathan Anderson, die ze ontmoette in een filmklas op de Utah Valley University (UVU). Ze verhuisde later met hem naar Salt Lake City. Samen werden ze op zaterdag 13 september 2008 ouders van zoon Mekhai Allan Anderson .

## Filmografie
| Jaar | Film                                  | Rol             |
| ---- | ------------------------------------- | --------------- |
| 2013 | Wer                                   | Kate Moore      |
| 2012 | Least Among Saints                    | Cheryl          |
| 2011 | Bringing Ashley Home (televisiefilm)  | Libba           |
| 2010 | Mother's Day                          | Vicky Rice      |
| 2008 | Misconceptions                        | Miranda Bliss   |
| 2007 | Night Skies                           | Lily            |
| 2006 | Vanished (televisiefilm)              | Hope            |
| 2006 | I'm Reed Fish                         | Theresa         |
| 2005 | Bloodsuckers (televisiefilm)          | Fiona Kennedy   |
| 2003 | Final Destination 2                   | Kimberly Corman |
| 2002 | The House Next Door                   | Lori Peterson   |
| 2001 | Out Cold                              | Jenny           |
| 2001 | Wishmaster 3: Beyond Gates Of Hell    | Diana Collins   |
| 2001 | Ripper                                | Molly Keller    |
| 2000 | The Spiral Staircase (televisiefilm)  | Local Girl      |
| 1999 | Blue Moon (televisiefilm)             | Alison          |
| 1999 | Teen Sorcery                          | Dawn            |
| 1999 | The Virgin Suicides                   | Mary Lisbon     |
| 1998 | Elvis Meets Nixon (televisiefilm)     | Hippie Chick    |
| 1997 | In His Father's Shoes (televisiefilm) | Lisa            |
| 1997 | Laserhawk                             | Pretty Girl #1  |

### Televisie
| Jaar      | Show              | Rol                       | Afleveringen    |
| --------- | ----------------- | ------------------------- | --------------- |
| 2009      | Law and order SVU | advocaat                  | 1 S11-5-229     |
| 2005–2023 | Criminal Minds    | Jennifer 'JJ' Jareau      |                 |
| 2003–2004 | Tru Calling       | Lindsay Walker            | 21 afleveringen |
| 2003      | Dead Like Me      | Charlotte                 | 1 aflevering    |
| 2000      | First Wave        | Lindsay Tilden            | 1 aflevering    |
| 2000      | Higher Ground     | Shelby Merrick            | 22 afleveringen |
| 1998      | PSI Factor        | Lee Mason / Jill Starling | 2 afleveringen  |
| 1997      | Goosebumps        | Kim                       | 1 aflevering    |